# Vrede van Lausanne (1912)

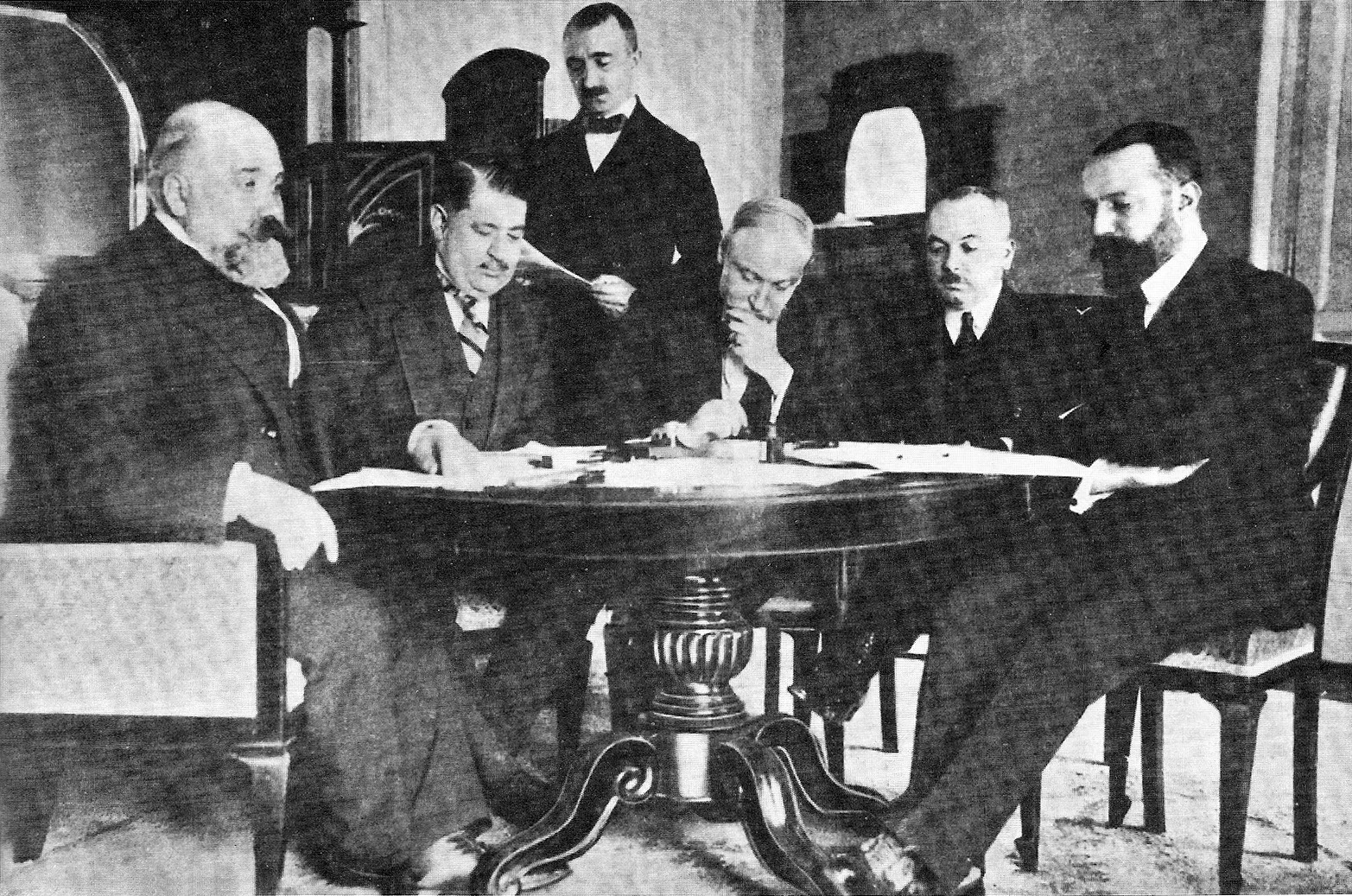
De Ottomaanse en Italiaanse delegaties in Lausanne. Van links naar rechts (zittend): Pietro Bertolini, Mehmet Nabi Bey, Guido Fusinato, Rumbeyoglu Fahreddin en Giuseppe Volpi.

De Vrede van Lausanne, of Vrede van Ouchy om de vrede te onderscheiden van de Vrede van Lausanne in 1923, is een vredesverdrag dat getekend werd op 18 oktober 1912 door Italië en het Ottomaanse Rijk in de Zwitserse stad Lausanne. Met dit verdrag kwam een einde aan de Italiaans-Turkse Oorlog (Tripolitaanse Oorlog).
In het vredesverdrag waren de onderstaande bepalingen opgenomen:
- Het Ottomaanse leger moet al zijn troepen terugtrekken uit de Libische provincies Tripolitanië, Cyrenaica en Fezzan. Italië zou Rodos en de Dodekanesos in de Egeïsche Zee teruggeven aan het Ottomaanse Rijk.
- In de Libische provincies worden kadı's (rechters) en naibs (regenten) benoemd die de sultan vertegenwoordigen.
- De Ottomaanse regering raadpleegt de Italiaanse regering voordat de kadı's en naibs worden benoemd.
- De Ottomaanse regering is verantwoordelijk voor de kosten van de kadı's en naibs.

Ten gevolge van de Eerste Wereldoorlog bleven de eilanden in de Egeïsche Zee bezet door het Italiaanse leger. Bij de Vrede van Sèvres in 1920 werden de eilanden alsnog officieel aan Italië toegekend.